# Marie Guillard
Marie Guillard (Neuilly-sur-Seine, 20 giugno 1972) è un'attrice francese.

## Filmografia parziale

### Cinema
- 9 mesi (Neuf mois), regia di Patrick Braoudé (1994)
- Mon amie Max, regia di Michel Brault (1994)
- Fino alla follia (À la folie), regia di Diane Kurys (1994)
- Delphine 1, Yvan 0, regia di Dominique Farrugia (1996)
- Il quinto elemento (Le Cinquième Élément), regia di Luc Besson (1997)
- Elles, regia di Luís Galvão Teles (1997)
- I visitatori 2 - Ritorno al passato (Les couloirs du temps: Les visiteurs II), regia di Jean-Marie Poiré (1998)
- Le clone, regia di Fabio Conversi (1998)
- Comme une bête, regia di Patrick Schulmann (1998)
- Une pour toutes, regia di Claude Lelouch (1999)
- Là-bas... mon pays, regia di Alexandre Arcady (2000)
- Il codice (La mentale), regia di Manuel Boursinhac (2002)
- Aram, regia di Robert Kechichian (2002)
- Podium, regia di Yann Moix (2004)
- Edy, regia di Stéphan Guérin-Tillié (2005)
- Contre-enquête, regia di Franck Mancuso (2007)
- Chrysalis, regia di Julien Leclercq (2007)
- Crime d'amour, regia di Alain Corneau (2010)
- L'assalto (L'assaut), regia di Julien Leclercq (2010)
- Cose nostre - Malavita (The Family), regia di Luc Besson (2013)
- 3 Days to Kill, regia di McG (2014)
- Mon roi - Il mio re (Mon roi), regia di Maïwenn (2015)

### Televisione
- Extrême limite - serie TV, 11 episodi (1994)
- Non è amore (C'est pas de l'amour) - film TV (2013)
- Mary Higgins Clark: Due piccole ragazze in blu (Deux Petites Filles en Bleu) - film TV (2014)
- No Limit - serie TV, 8 episodi (2015)
- Alice Nevers - Professione giudice (Le juge est une femme) - serie TV, 3 episodi (2000-2015)
- Le pont des oubliés - film TV (2019)